# غريغ سميث
غريغ سميث (16 نوفمبر 1988 بليستر في المملكة المتحدة - ) (بالإنجليزية: Greg Smith)‏ هو لاعب كريكت بريطاني. لعب مع نادي مقاطعة ليسترشاير للكريكت ‏ ونادي مقاطعة نوتنغهامشير للكريكت ‏.

## وصلات خارجية
- غريغ سميث على موقع إي آس بي آن كريك إنفو (الإنجليزية)